# Ameloblaszt

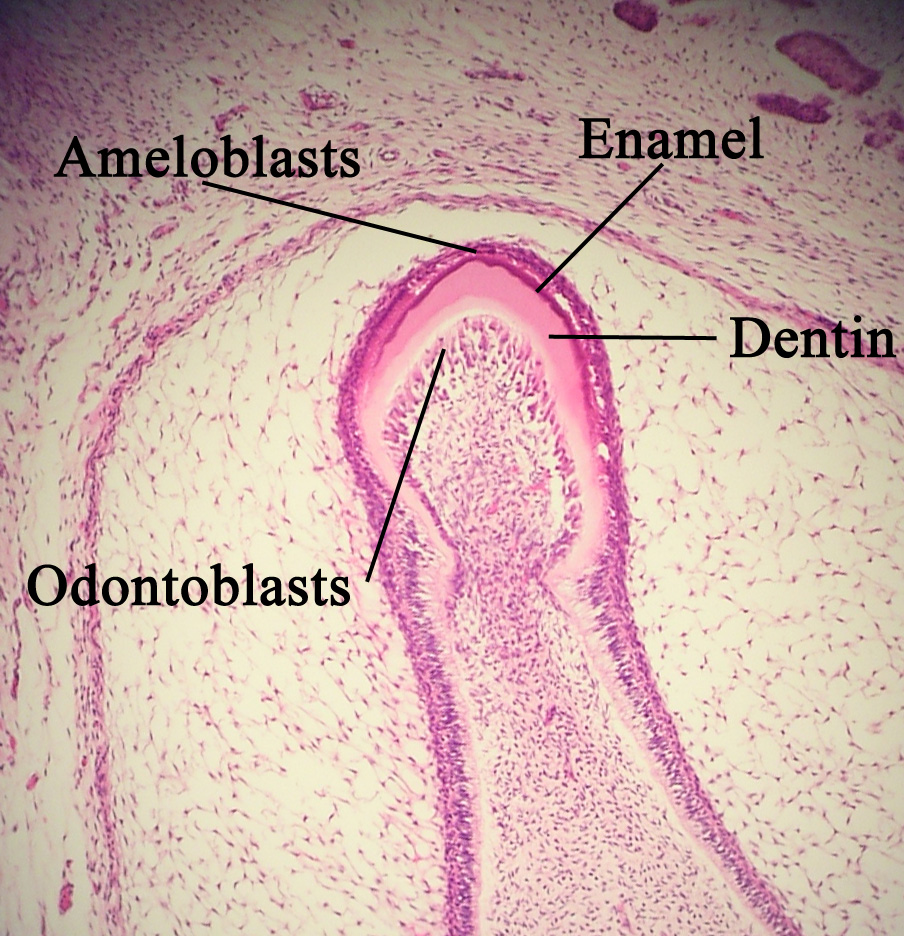
Az ameloblaszt helyzete a zománc képződésekor

Az ameloblasztok a fogak fejlődése során a zománc képzéséért felelős sejtek. Annak ellenére, hogy blasztoknak (nem teljesen differenciált sejt) nevezzük, nagyon specializált sejttípusok, melyek csak erre a feladatra képesek.
Az ameloblasztok a zománcszerv belső zománchámjából alakulnak ki, a méhen belüli élet kb. 20. hetén. A köb alakú hámsejtekből henger alakú preameloblasztok differenciálódnak. Ezek csak az első réteg dentin lerakódása után differenciálódnak véglegesen ameloblasztokká és kezdik el a zománc képzését.
Az amelogenesis során kétféle ameloblasztot különböztetünk meg: szekréciós és érési.
A szekréciós ameloblasztok az amelogenesis első fázisában figyelhetőek meg és a zománc szerves mátrixának a lerakásáért felelősek. Kezdetben még nem rendelkeznek a jellegzetes Tomes-nyúlványokkal és egy vékony szerkezet nélküli zománcréteget raknak le. Ezekre a henger alakú sejtekre (40 μm hosszú és 5-7 μm széles) jellemző az intenzív sejtaktivitás: sok mitokondrium, endoplazmatikus retikulum, Golgi készülék és a zománc fele néző részen sok szekréciós vezikulum. Kétféle fehérjét termelnek, melyek a szervezetben máshol nem fordulnak elő: amelogenin és enamelin.
Miután a zománc tömege teljesen kialakult (ebben a fázisban csak 30%-os a mineralizáció) a sejtek is átalakulnak érési sejtekké, és elkezdődik a zománc 96%-ra való mineralizációja. Az ameloblasztokból eltűnnek a mitokondriumok, Golgi készülékek, endoplazmás retikulumok nagy része és lizoszomális enzimeket tartalmazó vezikulumok jelennek meg. Ezek a szerves mátrix lebontásáért felelősek. A lebontott részeket a sejtek felszívják és az így keletkezett helyre szervetlen anyagot raknak le. Ezek a folyamatok ciklikusan zajlanak le.
Az egymás mellett elhelyezkedő ameloblasztok között szoros gap típusú kapcsolatok vannak. Ezenkívül a sejtek két végén ún. junctionális komplexeket találunk, melyek elszigetelik a zománcképzés helyét az intercelluláris tértől és az intercelluláris teret az extracelluláris tértől. Így a kalcium csak a sejteken át, aktív transzport révén, tud a mineralizáció területére kerülni. Másképp a magas kalciumkoncentráció miatt a sejtek körüli tér teljesen elmeszesedne.

## Lásd még
- ameloblasztoma
- odontoblaszt
- cementoblaszt